# Milmanova teorema
U električnom inžinjeringu Milmanova teorema (ili teorema paralalnih generatora) je metod za pojednostavljenje rešenja kola. Tačnije, Milmanova teorema se koristi da se izračuna napon na krajevima kola napravljenog samo od grana u paralelnoj vezi. Nazvana je po Džejkobu Milmanu koji je dokazao teoremu.

## Objašnjenje
Neka ek budu generatori napona, a am generatori struje.
Neka Ri budu otpori na granama bez generatora.
Neka Rk budu otpori na granama sa generatorima napona.
Neka Rm budu otpori na granama sa generatorima struje.
Onda Milman navodi da je napon na krajevima kola dat po:
{\displaystyle v={\frac {\sum _{}{\frac {\pm e_{k}}{R_{k}}}+\sum _{}\pm a_{m}}{\sum _{}{\frac {1}{R_{k}}}+\sum _{}{\frac {1}{R_{i}}}}}}
To se može dokazati uzimajući u obzir kolo kao jedinstveni superčvor. Zatim, prema Omu i Kirhofu “napon između krajeva kola je jednak ukupnoj struji koja ulazi u superčvor podeljenoj ukupnim ekvivalentom provodljivosti superčvora“.
Ukupna struja je zbir tokova struja u svakoj grani.
Ukupan ekvivalent provodljivosti superčvora je zbir provodljivosti svake grane, jer su sve grane u paraleli. Kada se računa ekvivalent provodljivosti svi generatori moraju biti isključeni, tako da svi generatori napona imaju kratak spoj, a svi generatori struje postanu otvorena kola. Zato se otpori u granama sa generatorima struje ne pojavljuju u izrazu ukupnog ekvivalenta provodljivosti.